# The Villages SC
The Villages SC es un equipo de fútbol de los Estados Unidos que milita en la USL League Two, la cuarta división de fútbol en el país.

## Historia
Fue fundado en el año 2008 en la ciudad de The Villages, Florida por el doctor Maen Hussein y Anderson da Silva como un equipo comunitario, aunque fue hasta el año 2016 cuando se integraron a la antiguamente conocida como USL PDL como un equipo de expansión para la temporada 2016.
Su primer partido en la temporada fue ante Warner University el 19 de abril de 2016 y fue una victoria de 5-1. Entraron a la US Open Cup por primera ocasión, donde enfrentaron al Kraze United de la NPSL (quinta división) el 11 de mayo de 2016.